# Андрій Збаразький
Андрій Збаразький (пом. бл. 1540) — руський князь, політичний діяч Великого князівства Литовського.

## Життєпис
Походив з магнатського роду Збаразьких гербу Корибут. Син князя Семена Старшого Збаразького та Катерини Цебровської. У 1490-х роках він та його син Микола значно укріпили замок у Білій Криниці, фактично спорудивши його заново, з оборонними спорудами. Від кожної споруди до підвалу замку був підземний хід.
У 1512 році брав участь у битві при Лопушному, де командував руськими (українськими) військами разом з стрийком Михайлом Вишневецьким, під загальним проводом князя Костянтина Острозького. Тоді військо кримських татар зазнало нищівної поразки. Після цього Андрій Збаразький викупив у Семена Цати маєтність Ожогівці у верхів'ї річки Збруч. Незабаром звів тут замок.
За переписом війська Великого князівства Литовського 1528 року, який містить останню прижиттєву згадку про нього, він виставляв зі своїх маєтків 14 вершників. Помер ймовірно близько 1540 року.

## Родина
Дружина — Гелена-Ганна Гербурт. Діти:
- Микола (пом. 1574) — справця Київського воєводства, староста кременецький
- Стефан (1518—1585/1586) — воєвода вітебський (з 1555), каштелян (з 1564) і воєвода троцький
- Юрій (пом. 1580) — староста пінський і сокальський
- Владислав (пом. 1581/2) — справця київського воєводства 1571—1581 років, староста ботоцький
- Михайло (пом. бл.1555)
- Маргарита (Малґожата)
- Єлизавета (дружина польного коронного писаря Вацлава Баворовського[2])